# Maria Owczarczyk
Maria Owczarczyk-Matwiejczuk (ur. 24 marca 1931 w Warszawie) – polska rzeźbiarka.
W 1958 roku uzyskała dyplom w Akademii Sztuk Pięknych w Warszawie, na Wydziale Rzeźby w pracowni Franciszka Strynkiewicza.
Rzeźby artystki znajdują się w zbiorach prywatnych oraz w muzeach: Naroden Muzej Prilep w Macedonii, Janus Panonius muzeum Prilep na Węgrzech, Muzeum Rzeźby w Białymstoku, Galerii Plenerowej Rzeźby Współczesnej w Orońsku, Muzeum Sportu w Warszawie.
Uczestniczyła w kilkudziesięciu wystawach krajowych i zagranicznych, m.in. w wystawie malarstwa i rzeźby w Nancy (Francja 1967), w Sofii (1969), w Berlinie (1971), w Moskwie i Helsinkach (1974).
Dzieła Marii Owczarczyk powstają w większości w materiałach trwałych: marmurze, piaskowcu, brązie oraz drewnie szlachetnym. Są to przede wszystkim prace inspirowane naturą, w których widoczny jest indywidualny minimalistyczny styl artystki, szyldy, rzeźby sakralne i pomniki realizowane na zamówienie.